# Ambalatungan
Ambalatungan (také zvaný jako Binuluan) je aktivní vulkanický komplex na filipínském ostrově Luzon. Patří k pohoří Centrálních Kordiller a dosahuje nadmořské výšky 2 329 m. Okolo ní se vyskytují četné fumaroly a termální prameny. V současnosti je sopka nečinná, k poslední erupci mohlo dojít roku 1952, ale panují o ní pochybnosti.